# اکمل صبوروف
اکمل صبوروف (انگلیسی: Akmal Saburov؛ زادهٔ ۲۲ اکتبر ۱۹۸۷) بازیکن فوتبال اهل تاجیکستان است.
از باشگاه‌هایی که در آن بازی کرده‌است می‌توان به باشگاه فوتبال ریگر-تداز تورسون‌زاده و باشگاه فوتبال ایستیکلول تاجیکستان اشاره کرد.
وی همچنین در تیم ملی فوتبال تاجیکستان بازی کرده‌است.